# Yumiko Shige
Yumiko Shige (重 由美子, Shige Yumiko), née le 4 août 1965 à Karatsu (Japon) et morte le 9 décembre 2018 dans la même ville, est une skipper japonaise.

## Biographie
Avec Alicia Kinoshita, Yumiko Shige  remporte la médaille d'argent en 470 aux Jeux olympiques d'été de 1996.
Elle meurt d'un cancer du sein le 9 décembre 2018. La cérémonie funèbre a lieu le 13 décembre dans le quartier Kagami (ja) (鏡) de Karatsu.